# 톈랴오구

톈랴오 구의 위치

톈랴오구(한국어: 전료구, 중국어: 田寮區, 병음: Tiánliáo Qū)는 중화민국 가오슝시의 구이다. 넓이는 92.6802km2이고, 인구는 2015년 8월 기준으로 7,526명이다.

## 지리
톈랴오 구는 가오슝시 북서부에 위치하고 북쪽은 타이난 현 룽치 향, 관먀오 향과 동쪽은 치산 구와 서쪽은 강산 구, 아롄 구와, 서북쪽은 네이먼 구와, 남쪽은 옌차오 구와 각각 접하고 있다. 사면이 산에 둘러싸인 환경이며 향내는 기복이 풍부한 구릉지대이고 얼청싱 계(二層行渓)의 지류가 흐르고 있어 산업에는 불리한 지세이다.

## 역사
톈랴오 구는 명나라 말의 정성공 시대에 원초우진(援剿右鎮)이 둔전을 실시해 개척한 토지이다. 그 시기 거주민의 상당수가 밭 가운데에 간단한 주거지(寮舍)를 만든 데에서 '전료'라는 이름이 붙었다. 1920년의 타이완 지방제 개편 때 이곳에 덴료 장(田寮庄)이 설치되어 다카오 주 오카야마 군의 관할이 되었다. 2차 대전 후에 가오슝 현 톈랴오 향으로 개편되어 현재에 이르고 있다.

## 교통
- 국도 3호선

## 같이 보기
- 가오슝시